# Heugleville-sur-Scie

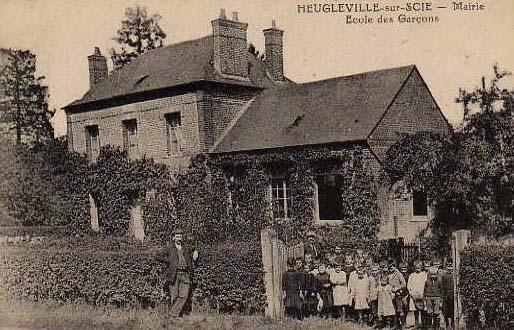
Postkarte mit der Schule von Heugleville-sur-Scie aus dem Jahr 1910

Heugleville-sur-Scie ist eine französische Gemeinde mit 654 Einwohnern (Stand: 1. Januar 2022) im Département Seine-Maritime in der Region Normandie (vor 2016 Haute-Normandie). Sie gehört zum Arrondissement Dieppe und zum Kanton Luneray (bis 2015 Kanton Longueville-sur-Scie). Die Einwohner werden Heuglevillois genannt.

## Geographie
Heugleville-sur-Scie liegt etwa 25 Kilometer südlich von Dieppe im Pays de Caux. Umgeben wird Heugleville-sur-Scie von den Nachbargemeinden Gonneville-sur-Scie im Norden, Notre-Dame-du-Parc im Norden und Nordosten, Cropus im Osten, Auffay im Süden, Biville-la-Baignarde im Westen und Südwesten sowie Beauval-en-Caux im Westen und Nordwesten.

## Bevölkerungsentwicklung
| Jahr                      | 1962 | 1968 | 1975 | 1982 | 1990 | 1999 | 2007 | 2015 |
| Einwohner                 | 629  | 603  | 539  | 527  | 509  | 544  | 518  | 614  |
| Quelle: Cassini und INSEE |      |      |      |      |      |      |      |      |

## Sehenswürdigkeiten
- Kirche Saint-Aubin
- Schloss Les Guerrots
- Schloss Chamacourt

## Persönlichkeiten
- Désiré-François Le Filleul Des Guerrots (1778–1857), Dichter